# Л'Асплуга-да-Франкулі
Л’Асплу́га-да-Франкулі́  (кат. L'Espluga de Francolí) - місто, розташоване в Автономній області Каталонія в Іспанії. 
Знаходиться у районі (кумарці) Конка-да-Барбара провінції Таррагона, згідно з новою адміністративною реформою перебуватиме у складі баґарії Камп да Таррагона.

## Населення
Населення міста (у 2007 р.) становить 3 891 осіб (з них менше 14 років - 13,2%, від 15 до 64 - 64,7%, понад 65 років - 
22,1%). У 2006 р. народжуваність склала 29 осіб, смертність - 59 осіб, приріст населення склав 13
осіб. У 2001 р. активне населення становило 1.646 осіб, з них безробітних - 85 осіб. 

Серед осіб, які проживали на території міста у 2001 р., 2.934 осіб народилися в Каталонії (з них
2.121 осіб у тому самому районі, або кумарці), 569 осіб приїхало з інших областей Іспанії, а 108 осіб приїхало з-за кордону. 

Університетську освіту має 7,2
% усього населення. 

У 2001 р. нараховувалося 1.225 домогосподарств (з них 18,3% складалися з однієї особи, 25,6% з двох осіб,
22,5% з 3 осіб, 22,8% з 4 осіб, 7,6% з 5 осіб, 2,6
% з 6 осіб, 0,5% з 7 осіб, 0,2% з 8 осіб і 0% з 9 і більше осіб).

Активне населення міста у 2001 р. працювало у таких сферах діяльності : у сільському господорстві - 8,7%, у промисловості - 28%, на будівництві - 14,7% і у сфері обслуговування -
48,6%. 

 У муніципалітеті або у власному районі (кумарці) працює 1.117 осіб, поза районом - 703 осіб. 

### Безробіття
У 2007 р. нараховувалося 135 безробітних (у 2006 р. - 104 безробітних), з них чоловіки становили 33,3%, а жінки -
66,7%.

## Економіка

### Промислові підприємства
| \| Промислові підприємства міста, за сферою діяльності \| Промислові підприємства міста, за сферою діяльності \| Промислові підприємства міста, за сферою діяльності \| \| Рік \| 2002 р. \| 2001 р. \| \| --------------------------------------------------- \| --------------------------------------------------- \| --------------------------------------------------- \| \| Енергетичні та водні ресурси \| 0,0% \| 0,0% \| \| Хімія та метали \| 11,1% \| 7,9% \| \| Переробка металів \| 27,8% \| 28,9% \| \| Продукти харчування \| 27,8% \| 21,1% \| \| Текстиль \| 11,1% \| 18,4% \| \| Виробництво меблів, видання \| 19,4% \| 18,4% \| \| Інше \| 2,8% \| 5,3% \| \| Усього підприємств \| 36 \| 38 \| |         |         |
| Промислові підприємства міста, за сферою діяльності |         |         |
| Рік | 2002 р. | 2001 р. |
| Енергетичні та водні ресурси | 0,0%    | 0,0%    |
| Хімія та метали | 11,1%   | 7,9%    |
| Переробка металів | 27,8%   | 28,9%   |
| Продукти харчування | 27,8%   | 21,1%   |
| Текстиль | 11,1%   | 18,4%   |
| Виробництво меблів, видання | 19,4%   | 18,4%   |
| Інше | 2,8%    | 5,3%    |
| Усього підприємств | 36      | 38      |

### Роздрібна торгівля
| \| Підприємства роздрібної торгівлі міста, за сферою діяльності \| Підприємства роздрібної торгівлі міста, за сферою діяльності \| Підприємства роздрібної торгівлі міста, за сферою діяльності \| \| Рік \| 2002 р. \| 2001 р. \| \| ------------------------------------------------------------ \| ------------------------------------------------------------ \| ------------------------------------------------------------ \| \| Продукти харчування \| 49,2% \| 47,5% \| \| Одяг та взуття \| 13,1% \| 14,8% \| \| Товари для дому \| 11,5% \| 6,6% \| \| Книги та періодичні видання \| 3,3% \| 3,3% \| \| Промислова хімічна продукція \| 3,3% \| 4,9% \| \| Продукція, пов'язана з транспортними засобами \| 0,0% \| 1,6% \| \| Інше \| 19,7% \| 21,3% \| \| Усього підприємств \| 61 \| 61 \| |         |         |
| Підприємства роздрібної торгівлі міста, за сферою діяльності |         |         |
| Рік | 2002 р. | 2001 р. |
| Продукти харчування | 49,2%   | 47,5%   |
| Одяг та взуття | 13,1%   | 14,8%   |
| Товари для дому | 11,5%   | 6,6%    |
| Книги та періодичні видання | 3,3%    | 3,3%    |
| Промислова хімічна продукція | 3,3%    | 4,9%    |
| Продукція, пов'язана з транспортними засобами | 0,0%    | 1,6%    |
| Інше | 19,7%   | 21,3%   |
| Усього підприємств | 61      | 61      |

### Сфера послуг
| \| Підприємства міста, що працюють у сфері послуг, за діяльністю \| Підприємства міста, що працюють у сфері послуг, за діяльністю \| Підприємства міста, що працюють у сфері послуг, за діяльністю \| \| Рік \| 2002 р. \| 2001 р. \| \| ------------------------------------------------------------- \| ------------------------------------------------------------- \| ------------------------------------------------------------- \| \| Гуртова торгівля \| 14,7% \| 14,3% \| \| Готелі та готельний бізнес \| 22,5% \| 21,4% \| \| Транспорт та зв'язок \| 15,7% \| 16,3% \| \| Посередницькі фінансові послуги \| 3,9% \| 4,1% \| \| Послуги підприємствам \| 3,9% \| 3,1% \| \| Послуги фізичним особам \| 36,3% \| 36,7% \| \| Нерухомість та ін. \| 2,9% \| 4,1% \| \| Усього підприємств \| 102 \| 98 \| |         |         |
| Підприємства міста, що працюють у сфері послуг, за діяльністю |         |         |
| Рік | 2002 р. | 2001 р. |
| Гуртова торгівля | 14,7%   | 14,3%   |
| Готелі та готельний бізнес | 22,5%   | 21,4%   |
| Транспорт та зв'язок | 15,7%   | 16,3%   |
| Посередницькі фінансові послуги | 3,9%    | 4,1%    |
| Послуги підприємствам | 3,9%    | 3,1%    |
| Послуги фізичним особам | 36,3%   | 36,7%   |
| Нерухомість та ін. | 2,9%    | 4,1%    |
| Усього підприємств | 102     | 98      |

## Житловий фонд
У 2001 р. 3,8% усіх родин (домогосподарств) мали житло метражем до 59 м², 32,9% - від 60 до 89 м², 39,4% - від 90 до 119 м² і
23,9% - понад 120 м².

З усіх будівель у 2001 р. 47,8% було одноповерховими, 31,1% - двоповерховими, 17,5
% - триповерховими, 3% - чотириповерховими, 0,4% - п'ятиповерховими, 0,1% - шестиповерховими,
0% - семиповерховими, 0,1% - з вісьмома та більше поверхами.

## Автопарк
| \| Автомобілі, зареєстровані у місті, за призначенням \| Автомобілі, зареєстровані у місті, за призначенням \| Автомобілі, зареєстровані у місті, за призначенням \| \| Рік \| 2006 р. \| 2005 р. \| \| -------------------------------------------------- \| -------------------------------------------------- \| -------------------------------------------------- \| \| Приватні автомобілі \| 66,2% \| 66,9% \| \| Мотоцикли \| 8,0% \| 7,1% \| \| Вантажівки \| 20,2% \| 20,7% \| \| Трактори \| 0,7% \| 0,7% \| \| Автобуси та ін. \| 4,9% \| 4,6% \| \| Усього автомобілів \| 2.681 шт. \| 2.628 шт. \| |           |           |
| Автомобілі, зареєстровані у місті, за призначенням |           |           |
| Рік | 2006 р.   | 2005 р.   |
| Приватні автомобілі | 66,2%     | 66,9%     |
| Мотоцикли | 8,0%      | 7,1%      |
| Вантажівки | 20,2%     | 20,7%     |
| Трактори | 0,7%      | 0,7%      |
| Автобуси та ін. | 4,9%      | 4,6%      |
| Усього автомобілів | 2.681 шт. | 2.628 шт. |

## Вживання каталанської мови
У 2001 р. каталанську мову у місті розуміли 98% усього населення (у 1996 р. - 99,1%), вміли говорити нею 91,4% (у 1996 р. - 
90,7%), вміли читати 90,1% (у 1996 р. - 87,4%), вміли писати 76,3
% (у 1996 р. - 57,3%). Не розуміли каталанської мови 2%.

## Політичні уподобання
У виборах до Парламенту Каталонії у 2006 р. взяло участь 1.821 осіб (у 2003 р. - 2.026 осіб). Голоси за політичні сили розподілилися таким чином:
| \| Вибори до Парламенту Каталонії \| Вибори до Парламенту Каталонії \| Вибори до Парламенту Каталонії \| \| Рік \| 2006 р. \| 2003 р. \| \| -------------------------------------- \| ------------------------------ \| ------------------------------ \| \| Конвергенція та Єднання (CiU) \| 43,9% \| 46,6% \| \| Соціалістична партія Каталонії (PSC) \| 18,1% \| 17,3% \| \| Народна партія (PP) \| 6,0% \| 6,3% \| \| Ініціатива за зелену Каталонію (IC) \| 5,5% \| 2,2% \| \| Республіканська лівиця Каталонії (ERC) \| 23,8% \| 26,9% \| \| Громадянська партія (C's) \| 0,0% \| 0,0% \| \| Інші \| 2,6% \| 0,6% \| |         |         |
| Вибори до Парламенту Каталонії |         |         |
| Рік | 2006 р. | 2003 р. |
| Конвергенція та Єднання (CiU) | 43,9%   | 46,6%   |
| Соціалістична партія Каталонії (PSC) | 18,1%   | 17,3%   |
| Народна партія (PP) | 6,0%    | 6,3%    |
| Ініціатива за зелену Каталонію (IC) | 5,5%    | 2,2%    |
| Республіканська лівиця Каталонії (ERC) | 23,8%   | 26,9%   |
| Громадянська партія (C's) | 0,0%    | 0,0%    |
| Інші | 2,6%    | 0,6%    |

У муніципальних виборах у 2007 р. взяло участь 1.898 осіб (у 2003 р. - 2.176 осіб). Голоси за політичні сили розподілилися таким чином:
| \| Муніципальні вибори \| Муніципальні вибори \| Муніципальні вибори \| \| Рік \| 2007 р. \| 2003 р. \| \| -------------------------------------- \| ------------------- \| ------------------- \| \| Конвергенція та Єднання (CiU) \| 47,8% \| 49,4% \| \| Соціалістична партія Каталонії (PSC) \| 0,0% \| 14,9% \| \| Народна партія (PP) \| 0,0% \| 0,0% \| \| Ініціатива за зелену Каталонію (IC) \| 0,0% \| 0,0% \| \| Республіканська лівиця Каталонії (ERC) \| 40,3% \| 27,6% \| \| Громадянська партія (C's) \| 0,0% \| 0,0% \| \| Інші \| 11,9% \| 8,1% \| |         |         |
| Муніципальні вибори |         |         |
| Рік | 2007 р. | 2003 р. |
| Конвергенція та Єднання (CiU) | 47,8%   | 49,4%   |
| Соціалістична партія Каталонії (PSC) | 0,0%    | 14,9%   |
| Народна партія (PP) | 0,0%    | 0,0%    |
| Ініціатива за зелену Каталонію (IC) | 0,0%    | 0,0%    |
| Республіканська лівиця Каталонії (ERC) | 40,3%   | 27,6%   |
| Громадянська партія (C's) | 0,0%    | 0,0%    |
| Інші | 11,9%   | 8,1%    |